# Federico I de Atenas
Federico I de Atenas (fallecido el 11 de julio de 1355) fue un noble italiano, duque de Atenas y Neopatria desde 1348 hasta su muerte, además de conde de Malta. Sucedió a su padre Juan, marqués de Randazzo, de las únicas posesiones en Grecia después de su muerte por la peste negra, pero este también murió de la misma enfermedad siete años después.
Federico nunca tomó posesión de sus ducados griegos; los hizo gobernar por vicarios que designó. Durante este período, el Ducado de Atenas se vio envuelto en una guerra contra Génova por la supremacía en el Egeo, siendo aliado de Venecia; también fue objeto de constantes incursiones de corsarios turcos, y en este período, los otomanos comenzó su conquista de la península balcánica.
Federico fue un señor ausente durante todo su reinado, aunque su regente Blasco II de Alagón, le presionó para que visitara su ducado en 1349. Federico nombró allí a Ramón Bernardi su vicario general, pero este último se opuso a la baronía, que exigió su destitución del poder justo antes de que el duque muriera. Federico murió joven y fue enterrado en Palermo.
Como su padre, Federico murió de peste. Al no tener herederos, fue sucedido por su pariente más cercano en la casa real siciliana, el propio rey Federico III. Aunque la familia florentina Acciaioli había tomado el poder en Atenas por la fuerza en 1388, los reyes de Sicilia mantuvieron sus pretensiones. Desde 1412 el Reino de Sicilia estuvo en unión personal con el Reino de Aragón y cuando este último entró en el Reino de España, el título de duque de Atenas y Neopatria pasó a formar parte del título real español y todavía se incluye en la actualidad.